# Valeriana buxifolia
Valeriana buxifolia là một loài thực vật thuộc họ Valerianaceae. Đây là loài đặc hữu của Ecuador. 
Môi trường sống tự nhiên của chúng là vùng cây bụi nhiệt đới hoặc cận nhiệt đới vùng đất cao và đồng cỏ nhiệt đới hoặc cận nhiệt đới vùng đất cao.